# Sicyos laciniatus
Sicyos laciniatus là một loài thực vật có hoa trong họ Cucurbitaceae. Loài này được L. miêu tả khoa học đầu tiên năm 1753.